# Bartosz Grodecki
Bartosz Przemysław Grodecki (ur. 1 września 1980 w Warszawie) – polski dyplomata i urzędnik państwowy, w latach 2020–2023 podsekretarz stanu w Ministerstwie Spraw Wewnętrznych i Administracji.

## Życiorys
Syn Jacka i Małgorzaty. W 1999 roku ukończył III Liceum Ogólnokształcące im. gen. Józefa Sowińskiego w Warszawie. Absolwent studiów politologicznych na Wydziale Dziennikarstwa i Nauk Politycznych Uniwersytetu Warszawskiego (2005). Ukończył także Studia Podyplomowe MBA zarządzanie cyberbezpieczeństwem na Wydziale Cybernetyki Wojskowej Akademii Technicznej. Związał się zawodowo z dyplomacją. W 2006 zaczął pracować w Ministerstwie Spraw Zagranicznych (początkowo m.in. jako asystent ministra). Pełnił służbę w placówkach dyplomatycznych w Los Angeles, Malmö i Sztokholmie. Od marca do czerwca 2013 był konsulem odpowiedzialnym za likwidację Konsulatu Generalnego RP w Malmö. W 2017 został dyrektorem Departamentu Konsularnego MSZ.
3 marca 2020 został powołany na stanowisko podsekretarza stanu w Ministerstwie Spraw Wewnętrznych i Administracji. Koordynował działania Departamentu Spraw Międzynarodowych i Migracji, Departamentu Spraw Obywatelskich, Departamentu Obywatelstwa i Repatriacji, Departamentu Teleinformatyki oraz Departamentu Zezwoleń i Koncesji. Odpowiadał także za nadzór nad szefem Urzędu do Spraw Cudzoziemców.  
Pełnił także funkcję Koordynatora do Spraw Polsko-Niemieckiej Współpracy Przygranicznej i Regionalnej. 27 marca 2020 został Pełnomocnikiem Rządu do spraw Repatriacji. 7 grudnia 2020 powołany przez premiera Mateusza Morawieckiego na stanowisko Pełnomocnika Rządu do spraw Wielkoskalowych Systemów Informacyjnych Unii Europejskiej. Odwołany z funkcji rządowych 13 grudnia 2023.

## Ordery i odznaczenia
- Srebrny Krzyż Zasługi (13 listopada 2019)[9]